# World Women’s Snooker Tour 2016/2017
World Women’s Snooker Tour 2016/2017 – seria turniejów snookerowych kobiet, organizowanych przez World Women’s Snooker, rozgrywanych między 25 sierpnia 2016 a 10 kwietnia 2017.

## Kalendarz
Kalendarz zawodów:
| Daty       | Daty       | Gospodarz | Turniej                            | Typ        | Miejsce                 | Miasto     | Zwyciężczyni   | Finalistka        | Wynik | Przypisy             |
| ---------- | ---------- | --------- | ---------------------------------- | ---------- | ----------------------- | ---------- | -------------- | ----------------- | ----- | -------------------- |
| 2016-08-25 | 2016-08-28 | Niemcy    | Paul Hunter Ladies Classic         | rankingowy | Ballroom Nürnberg       | Norymberga | Ng On Yee      | Reanne Evans      | 4-1   | [ 3 ] [ 4 ]          |
| 2016-10-08 | 2016-10-09 | Anglia    | UK Women’s Championship            | rankingowy | Northern Snooker Centre | Leeds      | Reanne Evans   | Tatjana Vasiljeva | 5-1   | [ 5 ] [ 6 ] [ 7 ]    |
| 2017-01-14 | 2017-01-15 | Anglia    | Women’s Masters                    | rankingowy | Cueball Derby           | Derby      | Reanne Evans   | So Man Yan        | 4-0   | [ 8 ] [ 9 ] [ 10 ]   |
| 2017-02-18 | 2017-02-18 | Anglia    | Connie Gough Memorial Trophy       | rankingowy | Dunstable Snooker Club  | Dunstable  | Maria Catalano | Rebecca Granger   | 4-2   | [ 11 ] [ 12 ] [ 13 ] |
| 2017-03-13 | 2017-04-19 | Singapur  | Mistrzostwa świata                 | rankingowy | Lagoon Billiard Room    | Toa Payoh  | Ng On Yee      | Vidya Pillai      | 6-5   | [ 14 ] [ 15 ] [ 16 ] |
| 2017-04-07 | 2017-04-07 | Anglia    | Women’s World 6-Reds Championship  | rankingowy | Northern Snooker Centre | Leeds      | Ng On Yee      | Emma Bonney       | 4-2   | [ 17 ] [ 18 ]        |
| 2017-04-10 | 2017-04-10 | Anglia    | Women’s World 10-Reds Championship | rankingowy | Northern Snooker Centre | Leeds      | Ng On Yee      | Laura Evans       | 4-2   | [ 19 ] [ 20 ]        |

| Turnieje rankingowe    |
| Turnieje nierankingowe |
| Turnieje drużynowe     |